# OpenEmu
오픈에뮤(OpenEmu)는 맥 OS용 오픈 소스 멀티 시스템 게임 에뮬레이터이다. 닌텐도 엔터테인먼트 시스템, 제네시스, 게임보이 등 수많은 콘솔의 하드웨어를 에뮬레이트할 수 있는 플러그인 인터페이스를 제공한다.이 아키텍처를 통해 다른 개발자들은 특정 맥 OS API를 고려하지 않고도 기본 시스템에 새로운 코어를 추가할 수 있다.
버전 1.0은 긴 베타 테스트 기간을 거친 후 2013년 12월 23일에 출시되었다. 이후 수많은 증분 업데이트가 출시되었으며 향후 출시 시 더 많은 콘솔에 대한 지원을 통합할 계획이다.  이러한 개발 중인 코어 중 일부는 MAME를 사용하는 아케이드 시스템을 지원하는 옵션인 실험 코어 빌드(일반적인 "표준" 버전과 함께 출시됨)에서 다운로드할 수 있다.

## 역사

### 시작
오픈 에뮤는 2007년 7월 4일 수요일에 오픈 네스토피아(Open Nestopia)로 처음 출시되었다. 와인버그와 그의 친구 벤 데바셀은 다른 에뮬레이터를 macOS로 이식하기 위해 더 많은 개발자를 찾기 시작했고, 2009년에 멀티 시스템 에뮬레이터를 더 잘 설명하기 위해 이름을 오픈 에뮤로 바꾸게 되었다.

### 1.0
오픈 이뮤 1.0은 2013년 12월 23일에 출시되었으며, 12개의 코어가 닌텐도, 세가, NEC, SNK의 가정용, 테이블탑, 핸드헬드 콘솔을 에뮬레이트했다.  OpenEmu 1.0을 실행하려면 Mac OS X Lion(10.7.x)이 필요했다. 2014년 10월 15일 수요일 (296일 후) OpenEmu 라이브러리 (1.0.4)의 중간 업데이트는 아타리의 2세대 콘솔인 2600을 에뮬레이트하는 코어인 스텔라를 소개할 것이다

### 2.0
2015년 12월 23일 수요일에 소개된 오픈 에뮤 2.0이 출시되었다. OpenEmu 2.0은 OS X 엘 캐피탄 10.11 이상을 요구하기 시작했으며, OS X 요세미티(10.10.x)를 통해 맥 OS X 라이언(10.7.x)에 대한 지원을 중단하였다. OpenEmu 2.0은 16개의 새로운 코어와 수백 개의 버그 수정 및 더 작은 기능을 도입하였다. 새로운 코어는 몇 개의 2세대 코어, 광학 미디어 기반 이미지 게임을 지원하며 추가적으로 소니, 마텔, 반다이, 마그나복스, 밀턴 브래들리, 콜레코의 에뮬레이션 시스템을 추가하였다. 2017년 12월 19일 화요일 발표된 또 다른 미드스트림 업데이트인 2.0.6.1은 메드나펜의 세가 새턴 분기에 대한 지원을 추가했으며, 에뮬레이트할 쿼드 코어 i7 CPU가 제안되었다.

### 2.1 and 2.2
오픈에뮤 2.1 (2019년 10월 15일 금요일, 버전 2.0.6.1 이후 675일, 스텔라 업데이트 이후 정확히 5년 후)은 새로운 코어가 아닌 애플의 비주얼 API인 오픈GL과 오픈클의 후속작인 메탈을 지원하여 오픈에뮤의 성능과 배터리 수명 면에서 상당한 이점을 주었다.
OpenEmu 2.2 (2019년 12월 27일 금요일, 63일 후)는 2.1 기반에 구축된 돌핀의 게임큐브 지점의 다운스트림, 메탈 포크 버전의 지원을 추가하였다. 이로써 OpenEmu의 지원되는 코어 수는 31개로 늘어났다.

## 제한

### 32배속 하이브리드 게임
오픈에뮤 개발자들이 공식 서브레딧에서 확인한 바와 같이, 세가 32X-CD 하이브리드 게임(32X 카트리지와 세가 CD를 한 번에 사용할 수 있는 게임 버전, 나이트 트랩, 시체 킬러, 화씨 등)은 지원되지 않는다.  이 게임을 시도하면 "이 게임은 세가 32X 첨부 파일을 필요로 합니다."라는 오류가 표시된다.

### 게임큐브 리미티드
현재 게임큐브 에뮬레이션은 (저장된 상태와의 호환성을 손상시키는 지속적인 업데이트로 인해) 저장 상태를 지원하지 않는다.
오픈에뮤 게임큐브 에뮬레이션은 현재 22개의 멀티디스크 게임큐브 타이틀 도 지원하지 않는다.

## 특징
OpenEmu는 여러 게임 엔진을 사용하는 백엔드를 특징으로 하며, 익숙한 네이티브 MacOS 프런트엔드 UI를 유지한다. 또한 코코아, 쿼츠와 같은 최신 macOS 기술을 사용한다.OpenEmu의 독특한 기능은 ROM 라이브러리를 통해 iTunes와 유사한 갤러리 유형 설정에서 ROM 파일을 가져오고 볼 수 있다. 게임 정보와 커버 아트는 OpenEmu의 데이터베이스에서 자동으로 추가될 수 있다.
OpenEmu에는 다음과 같은 기능이 포함되어 있다.
- 고품질 메탈(이전의 OpenGL) 스케일링, 멀티 스레드 재생 및 기타 최적화[6]
- 실시간 3D 효과 및 이미지 처리
- 디스플레이 향상을 위한 그래픽 필터
- 전체 화면 지원
- 한 번에 여러 개의 ROM을 재생할 수 있는 기능
- 연결된 디스크에서 ROM 검색 기능
- 게임 정보 및 커버 아트의 자동 다운로드
- 맞춤 커버 아트를 사용할 수 있다.
- 여러 시스템에 대해 ROM 해킹을 재생할 수 있다.
- 여러 보기, 모음(카테고리) 및 게임 등급을 지원하는 전체 기능 라이브러리을 볼 수 있다.
- 라이브러리 폴더 내 ROM 파일의 자동 구성(선택 사항)
- 자동 저장 상태를 포함한 전체 저장 상태 지원
- USB 컨트롤러에 대한 향상된 게임패드 지원 및 Bluetooth에 대한 접근성(DualShock 3 컨트롤러, DualShock 4 컨트롤러, Xbox 360 컨트롤러 및 Xbox One 컨트롤러 포함)
- 사용자 지정 시스템을 위한 사용자 지정 코어(Wii와 같은 시스템의 경우)

## 호환성
| 시스템                                 | 코어               | OE 버전       | macOS 호환성 | macOS 호환성 |
| 시스템                                 | 코어               | OE 버전       | 10.7–10.10   | 10.11–10.14  |
| -------------------------------------- | ------------------ | ------------- | ------------ | ------------ |
| Arcade (experimental version)          | M.A.M.E            | 2.0.8         | Yes          | Yes          |
| Atari 2600                             | Stella             | 1.0.4         | Yes          | Yes          |
| Atari 5200                             | Atari800           | 2.0           | 출연 없음    | Yes          |
| Atari 7800                             | ProSystem          | 2.0           | 출연 없음    | Yes          |
| Atari Lynx                             | Mednafen           | 2.0           | 출연 없음    | Yes          |
| ColecoVision                           | CrabEmu            | 2.0           | 출연 없음    | Yes          |
| Famicom Disk System                    | Nestopia           | 2.0           | 출연 없음    | Yes          |
| Game Boy / Color                       | Gambatte           | 1.0           | Yes          | Yes          |
| Game Boy Advance                       | mGBA               | 1.0           | Yes          | Yes          |
| GameCube**                             | Dolphin            | 2.2           | 출연 없음    | Yes          |
| Game Gear                              | Genesis Plus GX    | 1.0           | Yes          | Yes          |
| Intellivision                          | Bliss              | 2.0           | 출연 없음    | Yes          |
| Neo Geo Pocket / Color                 | Mednafen           | 1.0           | Yes          | Yes          |
| Nintendo 64                            | Mupen64Plus        | 2.0           | 출연 없음    | Yes          |
| Nintendo Entertainment System          | FCEUX or Nestopia* | 1.0           | Yes          | Yes          |
| Nintendo DS                            | DeSmuME            | 1.0           | Yes          | Yes          |
| Odyssey² / Videopac+                   | O2EM               | 2.0           | 출연 없음    | Yes          |
| PC-FX                                  | Mednafen           | 2.0           | 출연 없음    | Yes          |
| Sega 32X                               | PicoDrive          | 1.0           | Yes          | Yes          |
| Sega CD / Mega-CD                      | Genesis Plus GX    | 2.0           | 출연 없음    | Yes          |
| Sega Genesis / Mega Drive              | Genesis Plus GX    | 1.0           | Yes          | Yes          |
| Sega Master System / Mark III          | Genesis Plus GX    | 1.0           | Yes          | Yes          |
| Sega Saturn                            | Mednafen           | 2.0.6/2.0.6.1 | 출연 없음    | Yes          |
| Sega SG-1000                           | Genesis Plus GX    | 2.0           | 출연 없음    | Yes          |
| Sony PlayStation                       | Mednafen           | 2.0           | 출연 없음    | Yes          |
| Sony PlayStation Portable              | PPSSPP             | 2.0           | 출연 없음    | Yes          |
| Super Nintendo Entertainment System    | higan or Snes9x*   | 1.0           | Yes          | Yes          |
| TurboGrafx-16 / PC Engine / SuperGrafx | Mednafen           | 1.0           | Yes          | Yes          |
| TurboGrafx-CD / PC Engine CD           | Mednafen           | 2.0           | 출연 없음    | Yes          |
| Vectrex                                | VecXGL             | 2.0           | 출연 없음    | Yes          |
| Virtual Boy                            | Mednafen           | 1.0           | Yes          | Yes          |
| WonderSwan / Color                     | Mednafen           | 2.0           | 출연 없음    | Yes          |

* 기본 코어 플러그인이다.
** 버전 2.1 이하에는 사용자 지정 시스템 코어가 있어야 한다.

## 접수처
1.0이 출시되자마자 오픈에뮤는 긍정적인 반응을 얻었으며, 많은 온라인 언론 보도를 통해 소프트웨어의 UI, 기능, 사용 편의성을 칭찬하였다.특히 게임 커뮤니티에서 "주류의 일반 시청자를 위한 에뮬레이터의 아이디어를 현실로 가져왔다"는 찬사를 받았다.
2018년 8월 16일 기준으로 오픈에뮤는 버전 1.0 출시 이후 1,000,000회 이상 다운로드되어 맥 OS에서 가장 인기 있는 멀티 시스템 에뮬레이터 중 하나가 되었다.

## 같이 보기
- 에뮬레이터
- 비디오 게임 에뮬레이터 목록